# Ferris (Texas)
Ferris város az USA Texas államában, Dallas és Ellis megyében. Lakosainak száma 2788 fő (2020. április 1.).

## Népesség
A település népességének változása:

| 2010 | 2 436 |
| 2020 | 2 788 |